# Rhynchactis
Rhynchactis es un género de peces de la familia Gigantactinidae. Su distribución es mundial a profundidades superiores a los 400 m. Carecen de reclamos bioluminiscentes.

## Especies
Se reconocen tres especies:
- Rhynchactis leptonema Regan, 1925
- Rhynchactis macrothrix Bertelsen & Pietsch, 1998
- Rhynchactis microthrix Bertelsen & Pietsch, 1998